# Соматр
Соматр (фр. Étang Saumâtre, исп. Laguna del Fondo) — крупное озеро на острове Гаити. Является крупнейшим озером Республики Гаити и вторым крупнейшим озером острова (после озера Энрикильо). Солёное.

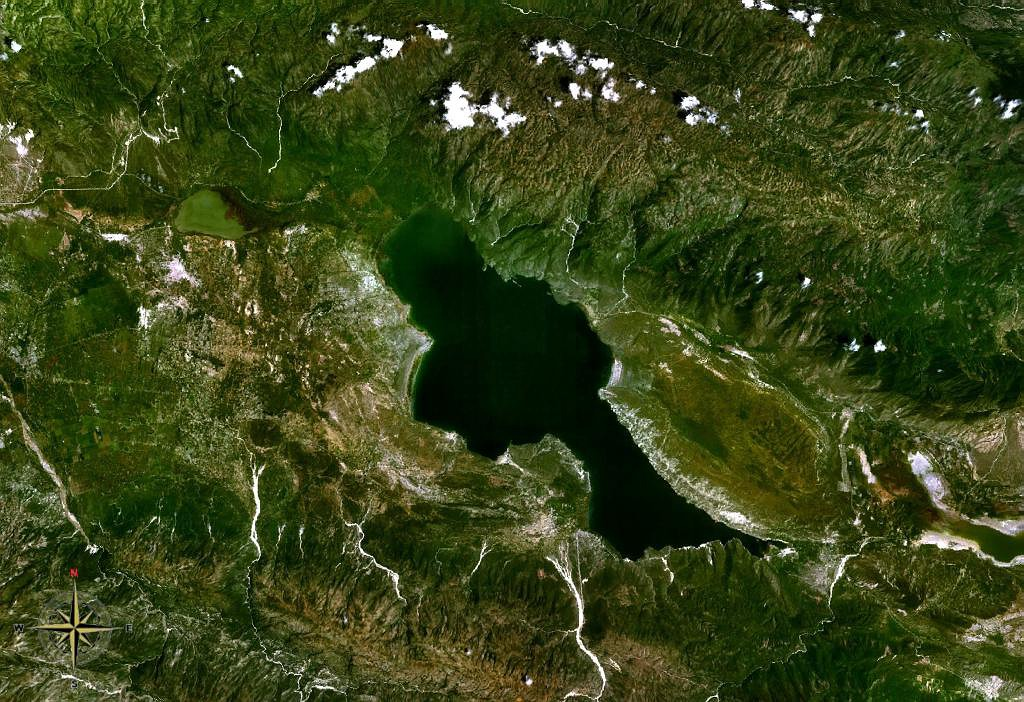
Снимок района озера Соматр из NASA World Wind

Расположено в засушливой части долины Куль-де-Сак, примерно в 29 км к востоку от города Порт-о-Пренс, на территории Западного департамента страны. Составляет примерно 22 км в длину и 12 км в ширину. Площадь озера — 170 км². По восточному берегу частично проходит граница с Доминиканской Республикой. Доминиканский город Химани расположен менее чем в 1 км от юго-восточной оконечности озера. Сомарт является частью целой цепочки солёных озёр, расположенных в долине Куль-де-Сак, которая раньше была морским проливом. Некоторые участки долины находятся ниже уровня моря. В озеро впадает несколько небольших рек. Сообщается через канал с озером Тру-Кайман, располагающимся 6 км западнее.
На озере живут более 100 видов водоплавающих птиц (в том числе фламинго), а также острорылый крокодил, испаньольская украшенная черепаха и игуана-носорог. Водятся некоторые виды рыбы, в том числе тиляпии